# Turnstile
Turnstile es una banda de hardcore punk oriunda de Baltimore, Maryland, formada en el 2010 y actualmente conformada por Brendan Yates, Franz Lyons, Pat McCrory, Mag Mils y Daniel Fang, ya han lanzado 4 álbumes de estudio y 5 EPs con los que ya se han logrado un buen reconocimiento, llegando incluso a colaborar con bandas como Blink-182 o My Chemical Romance

## Historia

### Inicios y primeros lanzamientos (2010–2021)
Su EP debut salió en 2011, titulado como Pressure to Succeed, seguido de Step 2 Rhythm en 2013, ambos por el sello Reaper Records.
El 13 de enero de 2015, Turnstile lanzó su primer disco de larga duración: Nonstop Feeling, también con Reaper; y registrado en "Salad Days Studios" por el productor Brian McTernan. En promoción, la banda realizó la gira "The Nonstop Feeling Tour" desde la costa a la oeste, junto a Superheaven, además de acompañar a New Found Glory en su tour de primavera.
El 23 de febrero del 2018, el quinteto publicó su segundo álbum  Time & Space, por Roadrunner. Obtuvo buena recepción crítica y comercial, siendo catalogado como el mejor álbum del año, por Kerrang!. Tres de las pistas de este álbum fueron reelaboradas junto al DJ y productor Mall Grab, y lanzadas como el EP Share A View, en enero de 2020.

### Glow On(2021–2024)
El 27 de junio de 2021, la banda lanzó su quinto EP TURNSTILE LOVE CONNECTION, junto con un cortometraje dirigido por Yates. El 15 de julio, anunciaron el lanzamiento de un nuevo álbum: Glow On; sumado al sencillo "Alien Love Call", en colaboración con el cantante británico Blood Orange.
Glow On fue lanzado el 27 de agosto, contando con una aclamación positiva universal, según Metacritic.
En marzo de 2022, se anunció que la banda apoyaría a My Chemical Romance en fechas seleccionadas de su gira "North American Reunion" de agosto. En dicho mes, la banda también visitó Sudamérica, seguido de Europa.
El 12 de agosto, Turnstile anunció a través de Instagram que se habían separado del guitarrista Brady Ebert, un par de meses antes de su gira de otoño como cabeza de cartel. Antes de esto, Ebert había estado notablemente ausente de las giras de la banda, siendo reemplazado por Greg Cerwonka de Take Offense. ThePRP también informó que hubo acciones legales involucradas, revelando que Daniel Fang había intentado presentar una orden de restricción contra Ebert el 4 de agosto, a través de la Corte de Distrito de Maryland. Sin embargo, esta orden había sido denegada en una audiencia final el día antes de que Turnstile anunciara la partida de Ebert, ya que "no [había] base legal para el alivio".
El 11 de octubre de 2022, se anunció que la banda apoyaría a Blink-182 en la etapa norteamericana de su próxima gira mundial de 2023.

### Never Enough(2025–presente)
A finales de marzo de 2025, se vio una valla publicitaria promocionando nueva música bajo el nombre de Never Enough en Sunset Boulevard, Los Ángeles, California. Esta anunciaba una fecha de lanzamiento para el 6 de junio de ese mismo año y confirmaba a Meg Mills como miembro oficial. El 8 de abril, Turnstile lanzó el sencillo principal de su próximo álbum homónimo, con un video musical dirigido por los miembros de la banda, Yates y McCrory.
La banda planea regresar a Europa en junio de 2025.

## Formación

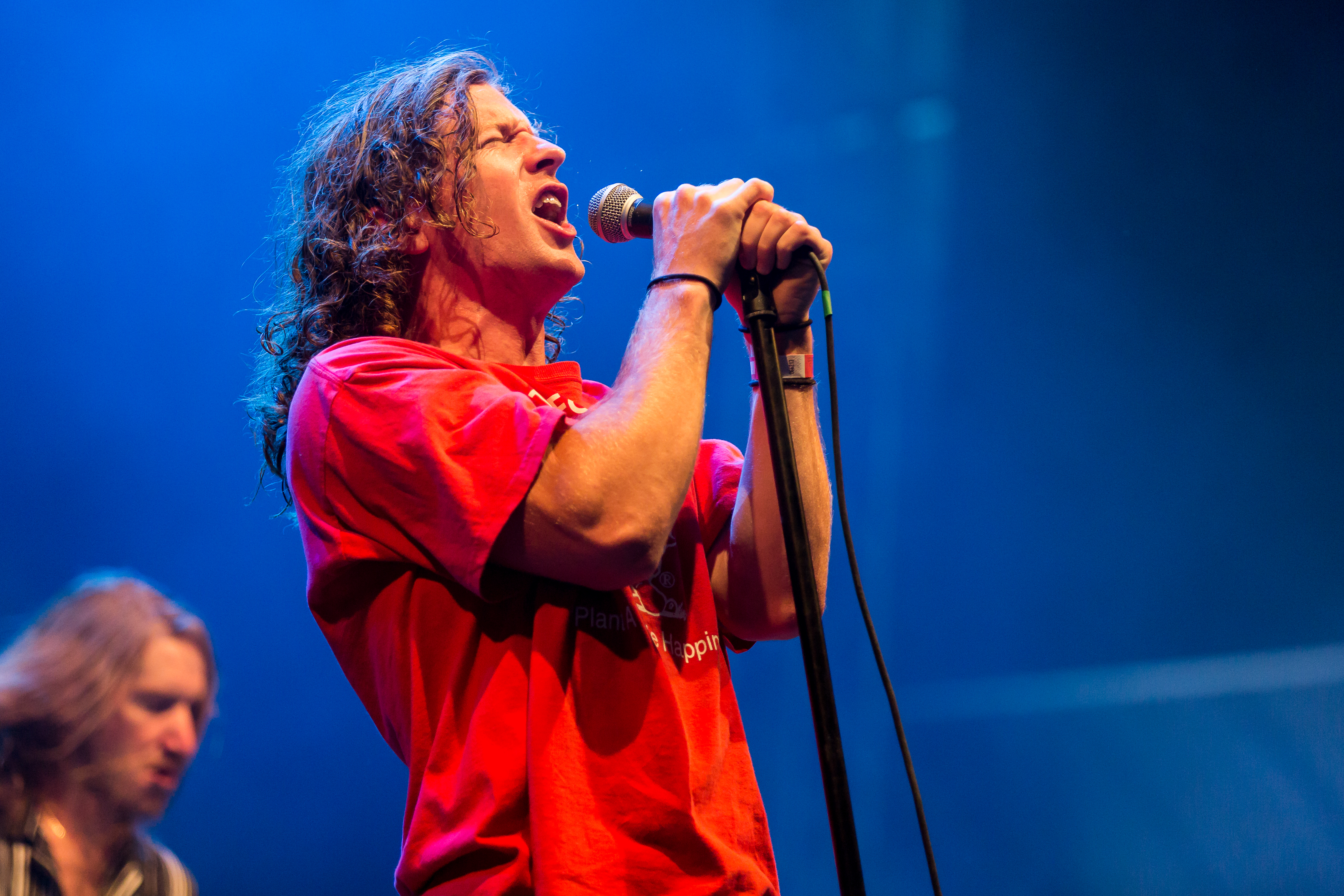
El vocalista Brendan Yates, en vivo en Alemania, 2019.

#### Miembros actuales
- Brendan Yates – voces principales, teclados, percusión (2010–presente)
- Franz Lyons – bajo, percusión, voces (2010–presente)
- Daniel Fang – batería, programación, percusión (2010–presente)
- Pat McCrory – guitarra principal (2022–presente); coros (2016–presente); guitarra rítmica (2016–2025)
- Meg Mills – guitarra rítmica (2025–presente, de gira: 2023–2025)

#### Miembros de apoyo
- Greg Cerwonka – guitarra, coros (2022–2023)

#### Miembros anteriores
- Sean Cullen – guitarra rítmica (2010–2016)
- Brady Ebert – guitarra principal, coros (2010–2022)

## Discografía
Álbumes de estudio
- Nonstop Feeling (2015, Reaper)[24]
- Time & Space (2018, Roadrunner)
- Glow On (2021, Roadrunner)
- Never Enough (2025, Roadrunner)